# Ранчо Сан Франсиско (Сан Мигел де Аљенде)
Ранчо Сан Франсиско (шп. Rancho San Francisco) насеље је у Мексику у савезној држави Гванахуато у општини Сан Мигел де Аљенде. Насеље се налази на надморској висини од 2035 м.

## Становништво
Према подацима из 2005. године у насељу је живело 23 становника.

### Хронологија
| Година       | 2005 |
| ------------ | ---- |
| Становништво | 23   |

### Попис
| # | Индикатор                        | Вредност |
| - | -------------------------------- | -------- |
| 1 | Укупно појединачних домаћинстава | 2        |